# Máy tính ma
Máy tính ma là những máy tính kết nối với Internet đã bị xâm nhập bởi các hacker, virus máy tính, hoặc phần mềm trojan. Thông thường các máy tính bị xâm nhập chỉ là một trong nhiều botnet và được sử dụng cho một hay nhiều mục đích nguy hiểm khác nhau theo hình thức điều khiển từ xa. Hầu hết các chủ sở hữu của các máy tính này không biết được hệ thống máy của họ đang bị sử dụng theo cách này. Và vì chủ của các hệ thống máy này không biết nên chúng được so sánh như những máy tính ma (xác hoạt động không hồn).

## Lịch sử

(1)Web site phát tán thư rác (2)Thư rác (3)Spamware (4)Chiếm lấy máy tính (5)Virus hoặc trojan (6)Mail servers (7)Users (8)Web traffic

Các máy tính ma thường được sử dụng để phát tán các E-mail spam theo thống kê năm 2005 ước tính có khoảng 50-60% trên tồng số các thư rác được gửi đi trên thế giới là do các máy tính ma thực hiện. Điều này cho phép những người phát tán thư rác không bị phát hiện cũng như giảm chi phí đường truyền cho mình trong khi nhưng người sở hữu của các máy tính ma phải trả chi phí đường truyền cho họ. Các thư rác cũng là con đường để phát tán các phần mềm trojan tuy nhiên các phần mềm này không tự sao chép như virus. Chúng dựa vào sự di chuyển của E-mail hoặc thư rác để phát tán trong khi các sâu máy tính thì đi theo con đường khác.
Với những lý do tương tự các máy tính ma có thể ăn cắp các thông tin tài khoản mỗi khi chủ của máy tính ma trả tiền thông qua Internet bằng việc ghi lại việc gõ bàn phím. Một số khác thì sẽ bị biến thành trạm cho các website lừa đảo hoặc các trạm trung chuyển chuyển tiền lén trên mạng.
Các máy tính ma còn dùng để làm tràn băng thông của một service với việc rất nhiều máy tính ma được ra lệnh truy cập vào một service nào đó là mục tiêu trong cùng một thời điểm gây nghẽn mạch và bị tê liệt không thể hoạt động đôi khi có thể gây sập mạng. Hiệu quả tức thì của việc tràn băng thông này có thể dễ dàng phát hiện và sửa chữa, tuy nhiên với việc giảm số lượng máy tính ma truy cập cùng một lúc có thể làm cho việc tấn công không bị phát hiện cũng như sẽ làm chậm đường truyền đăng nhập vào service đó trong hàng tháng hoặc thậm chí cả năm.
Các sự kiện tấn công làm tràn băng thông đáng chú ý trong quá khứ có việc service của SPEWS bị tấn công vào năm 2003, một cuộc vào service của Blue Frog năm 2006. Vào năm 2000 các website nổi bật như Yahoo, eBay... đã bị tắc nghẽn dẫn đến tê liệt bởi các cuộc tấn công làm tràn băng thông của một thiếu niên người Canada. Cuộc tấn công vào trang web grc.com đã được thực hiện từ Kenoshatại Wisconsin bởi một cậu bé khoảng 13 tuổi đã được xác nhận trên website của Gibson Research. Nhà lập trình viên Steve Gibson đã viết chương trình tách các botnet mà các máy tính ma sử dụng để tấn công và dò tìm nguồn phát tán của nó. Vì công trình nghiên cứu của mình ông đã được mời làm nhà điều khiển băng thông IRC của các botnet.
Mạng lưới hệ thống chống xâm nhập (NIPS) luôn luôn hữu ích vì chúng ngăn ngừa, phát hiện cũng như chặn các hoạt động của các máy tính ma.
Những người sử dụng máy tính được khuyên nên thường xuyên thực hiện việc sao lưu, cài các chương trình bảo mật, dùng các chương trình chống virus mới, cũng như xóa các email đáng ngờ để bảo đảm việc không bị xâm nhập.
Chặn bất kỳ IRC nào có cổng số 6660-6669 (xem danh sách số của các cổng TCP và UDP) đây là một phương pháp thay thế cũng như ưu tiên của việc phòng chống vì nó sẽ ngăn chặn việc truyền dữ liệu của các máy tính ma với nhau tới máy của hacker trên IRC.
Bắt đầu từ tháng 7 năm 2009 các botnet tương tự đã xuất hiện cho dòng điện thoại thông minh đang trở nên thịnh hành trên thế giới. Lấy ví dụ là cuộc phát tán một cách không kiểm soát của tin nhắn Sexy Space mang sâu, và trở thành cuộc tấn công đầu tiên trên thế giới ở dòng SMS nhắm vào hệ thống sản phẩm điện thoại thông minh của Symbian và Nokia. Vào tháng sau đó Charlie Miller đã chứng minh được là cũng có các tin nhắn mang sâu tấn công vào dòng iPhone của các hacker mũ đen. Cũng vào tháng 7 năm đó những người sử dụng Etisalat BlackBerry tại Các tiểu vương quốc Ả Rập Thống Nhất đã bị tấn công bởi các phần mềm gián điệp. Tại thời điểm đó cộng đồng an ninh thế giới đã thấy được mối nguy tiềm tàng của các botnet di động. Nhưng trong cuộc phỏng vấn nhà tư vấn về an ninh không gian mạng Michael Gregg của The New York Times vào tháng 8 năm 2009 ông có nói một câu vắn tắt sau: "Các điện thoại của chúng ta có thể so sánh với các máy tính để bàn của thập niên 80".